# آليار (سقز)
قرية آليار (بالكردية: ئالیار) هي إحدى القرى التابعة لـكولتبه في ريف قسم زيويه من مقاطعة سقز، في محافظة كردستان الإيرانية.

## السكان
حسب إحصاءات سنة 2006، بلغ إجمالي السكان في آليار 114 نسمة وعدد المساكن 23 مسكن. لغة سكان آليار هي اللغة الكردية وهم من أهل السنة والجماعة والمذهب الشافعي.